# Musée d’art et d’histoire (Genf)
Das Musée d’art et d’histoire ist das grösste Kunstmuseum in Genf und eines der wichtigsten in der Schweiz.

## Gebäude
Das Museum befindet sich im Tranchées-Viertel, auf dem ehemaligen Befestigungsring östlich der Altstadt. Das Gebäude wurde vom Architekten Marc Camoletti von 1903 bis 1910 gebaut. Der Bau wurde finanziert mit einem Vermächtnis vom Bankier Charles Galland (1816–1901). Es hat einen quadratischen Grundriss mit 60 m Seitenlänge um einen Innenhof. Auf vier Stockwerken mit Oberlichtsälen im obersten Stockwerk bietet es 7000 m² Ausstellungsfläche.
Die Hauptfassade ist mit Skulpturen von Paul Amlehn verziert. Vor dem Dreiecksgiebel über dem Eingang befindet sich eine Allegorie der Künste mit der Malerei, der Skulptur, der Zeichnung und der Architektur. An der linken Gebäudeecke ist eine Allegorie der Archäologie, an der rechten Ecke eine Allegorie des Kunstgewerbes. In dem oberen Fries stehen die Namen von Genfer Künstlern: Dassier, Baud-Bovy, Saint-Ours, Agasse, Töpffer, Liotard, Calame, Diday, Menn, Petitot, Arlaud und Pradier.

## Museum

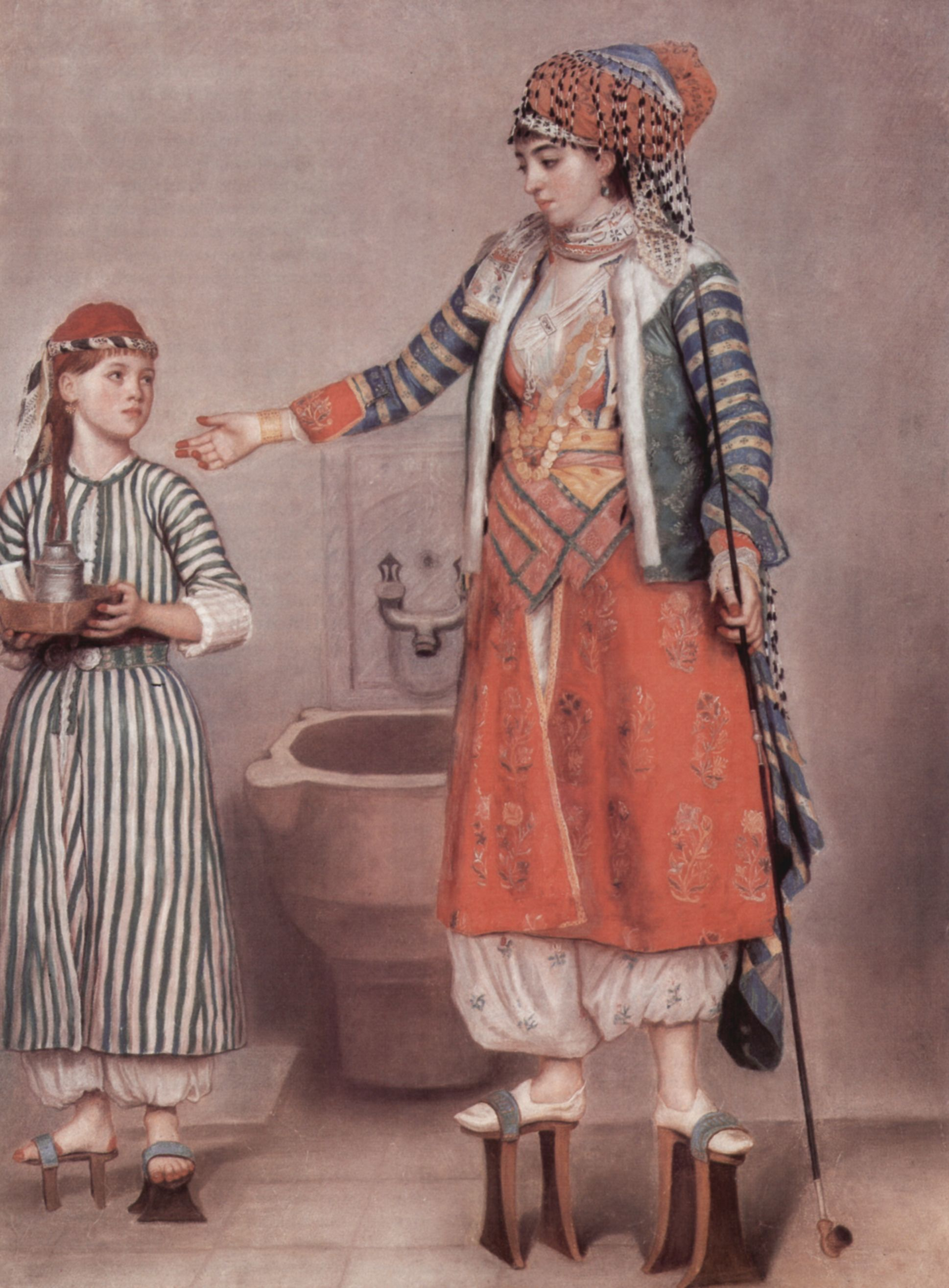
Jean-Étienne Liotard: Türkische Dame mit Dienerin

Das Museum als Institution geht zurück auf das Musée des Beaux-Arts, das 1826 im Gebäude des jetzigen Musée Rath eröffnet wurde. Ein paar Jahre vorher wurde 1818 zudem das Musée Académique gegründet, das neben naturhistorischen Exponaten auch archäologische Objekte hatte. Das Musée des Beaux-Arts ging 1851 in den Besitz der Stadt Genf über. Diese bekam auch 1870 vom Genfer Staat die Waffensammlung und historische Objekte.
Diese verschiedenen Sammlungen wurden in der zweiten Hälfte des 19. Jahrhunderts durch Schenkungen vergrössert, so dass neue Ausstellungsräume nötig wurden. 1897 wurde die Société auxiliaire du Musée de Genève gegründet, die sich aktiv für ein neues Museum einsetzte. 1900 organisierte die Stadt Genf einen Architekturwettbewerb für ein neues Gebäude, den Marc Camoletti gewann. Von 1903 bis 1910 wurde dann dank dem Vermächtnis von Charles Galland das Musée d’art et d’histoire gebaut. Bald mussten aber wegen Platzmangels Teile der Sammlungen in neue Museen ausgelagert werden.

Gesamtansicht des soeben fertig gestellten Museums, 1911

Das Musée d’art et d’histoire leitet den Verbund der Kunst- und Geschichtsmuseen der Stadt Genf, die Musées d’art et d’histoire. Zu diesem gehören neben dem Musée d’art et d’histoire auch das Cabinet des Estampes (Grafisches Kabinett), das Musée Ariana (Keramik und Glas), das Musée Rath (Sonderausstellungen), die Maison Tavel (Geschichte der Stadt Genf) und das Musée de l’horlogerie et de l’émaillerie (Uhren- und Emailmuseum). Zudem besteht ein Restaurierung-Atelier, Forschungslabore sowie eine Kunst- und Archäologiebibliothek mit 400 000 Büchern.

### Sammlungen

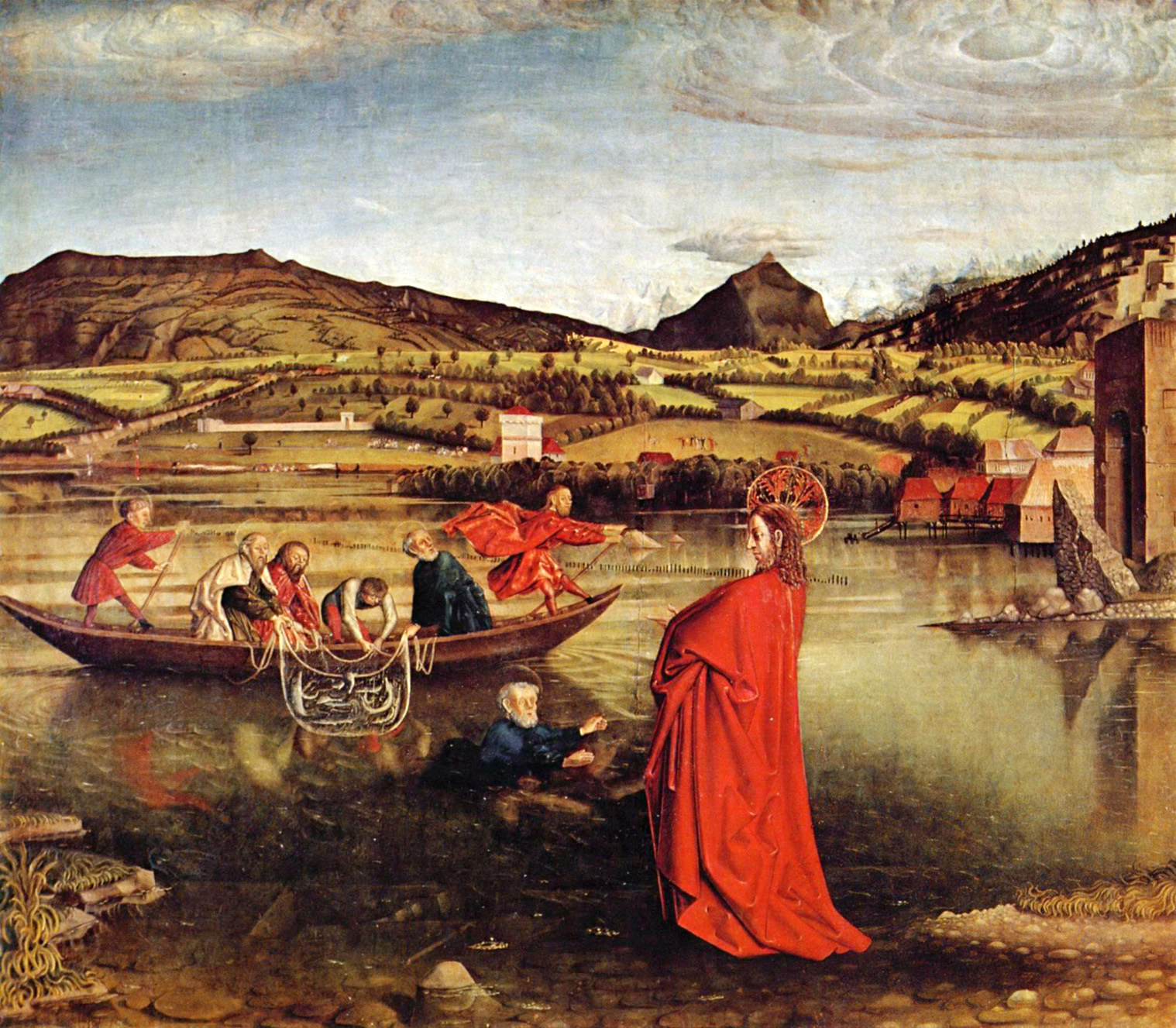
Konrad Witz: Der Wunderbare Fischzug

Die Archäologieabteilung zeigt Fundstücke aus der europäischen Vorgeschichte, aus dem antiken Ägypten, von der Kerma-Kultur (Sudan), aus dem Nahen Osten, aus dem antiken Griechenland, von Italien vor Rom und aus dem Römischen Reich, sowie ein Numismatisches Kabinett.
Die Abteilung für angewandte Künste hat Sammlungen von Byzantinischer Kunst, Ikonen, Waffen aus dem Mittelalter und der Renaissance, Silber- und Zinnzeug, Musikinstrumente und Textilien. Die komplette Inneneinrichtung und hölzerne Wandverkleidung mehrerer Räume des Unteren Schlosses von Zizers (Ende des 17. Jahrhunderts) wurde im Museum eingebaut.
Die Abteilung der Schönen Künste zeigt Gemälde vom Mittelalter bis zum 20. Jahrhundert, mit Werken der italienischen, holländischen, französischen, englischen, Genfer und Schweizer Schulen. Das bekannteste davon ist der linke Flügel des Hauptaltars der Kathedrale St. Peter in Genf mit dem Wunderbaren Fischzug, der 1444 von Konrad Witz gemalt wurde. Das Museum beherbergt zahlreiche Werke von Jean-Étienne Liotard, Ferdinand Hodler, Félix Vallotton und Jean-Baptiste Camille Corot.